# 雷森湖
51°49′52″N 12°29′25″E / 51.83111°N 12.49028°E
雷森湖（德語：Rehsener See），是德國的湖泊，位於該國東北部，由薩克森-安哈爾特州負責管轄，處於奧拉寧鮑姆-沃利茨，長0.5公里、寬0.1公里，面積0.05平方公里，海拔高度62米，平均水深2米，最大水深4米。